# Fidena aureopygia
Fidena aureopygia är en tvåvingeart som beskrevs av Krober 1931. Fidena aureopygia ingår i släktet Fidena och familjen bromsar.
Artens utbredningsområde är Colombia. Inga underarter finns listade i Catalogue of Life.